# تینوش نظم‌جو
تینوش نظم‌جو (زادهٔ ۲۱ اسفند ۱۳۵۳) کارگردان و نویسنده تئاتر و سینما، مترجم، بازیگر و ناشر ایرانی-فرانسوی است. او با تأسیس و مدیریت نشر ناکجا در پاریس از پیشگامان نشر الکترونیک فارسی‌زبان است.

## زندگی
تینوش نظم‌جو در سال ۱۳۵۳ در تهران به‌دنیا آمد. تا سن یازده سالگی و کلاس پنجم دبستان در تهران (مدرسه جهان کودک و سپس فردوس برین) درس خواند و سپس به فرانسه مهاجرت کرد و در شهر پاریس ادامهٔ تحصیل داد.

### فعالیت در فرانسه
نخستین تجربیات تئاتری او از کلاس سوم دبستان در ایران آغاز شد و در فرانسه در مدرسهٔ کلود مونه با سرپرستی امانوئل دومارسی (کارگردان تئاتر فرانسوی و مدیر تئاتر شهر پاریس) و اجرای نمایشنامهٔ کرگدن اوژن یونسکو (در نقش ژان) ادامه پیدا کرد.
در ۱۷سالگی گروه تئاتری خود را به نام اوتوپیا در فرانسه تأسیس کرد و نمایشنامه‌هایی از ژان تاردیو، ساشا گیتری، هارولد پینتر و آنتون چخوف را به زبان فرانسوی کارگردانی کرد و پیش از بازگشتش به ایران چهار فیلم کوتاه در فرانسه ساخت.
سال ۱۹۹۵ میلادی در پاریس با محسن یلفانی آشنا شد و اولین ترجمه‌هایش را از زبان فارسی به زبان فرانسوی با مجموعه‌آثار نمایشی این نمایشنامه‌نویس ایرانی (قوی‌تر از شب، انتظار سحر، در یک خانواده ایرانی و مهمان چند روزه) آغاز کرد.
در سال ۱۹۹۸ ماهنامهٔ تئاتری اوتوپیا را در پاریس تأسیس کرد و تا تابستان سال ۲۰۰۰ که به ایران بازگشت، مدیر این ماهنامهٔ تخصصی تئاتر بود.

### بازگشت به ایران

#### داستان خرس‌های پاندا به روایت یک ساکسیفونیست که دوست دختری در فرانکفورت دارد
تینوش نظم‌جو نخست با ترجمهٔ فیلمنامهٔ بهرام بیضایی، ایستگاه سلجوق به فرانسوی، برای کارگردان فرانسوی تونی گتلیف، و سپس انتشار آثاری از ساموئل بکت و ژان تاردیو به فارسی در نشر تجربه در سال ۱۳۷۹ وارد صحنهٔ ادبیات نمایشی ایران شد. اما شهرت او در ایران در سال ۱۳۸۰ با ترجمه و اجرای نمایشنامهٔ داستان خرس‌های پاندا به روایت یک ساکسیفونیست که دوست دختری در فرانکفورت دارد، اثر ماتئی ویسنی‌یک، در تئاتر شهر تهران شکل گرفت. او سپس به معرفی دیگر آثار این نمایشنامه‌نویس رومانیایی-فرانسوی پرداخت و در سال ۱۳۸۱ تماشاچی محکوم به اعدام را روی صحنه برد که پیش از اجرا در جشنوارهٔ فجر توقیف شد. در همان سال نمایشنامهٔ کسی می‌آید اثر یون فوسه را در تئاتر شهر فضاسازی کرد و نمایشنامهٔ لاموزیکا دومین اثر مارگریت دوراس را برای نخستین بار در ایران با بازیگر فرانسوی فرانسوآ کلاویه و مهشاد مخبری روخوانی کرد.

#### مجموعهٔ دورتادور دنیا
پس از توقیف نمایشنامه تماشاچی محکوم به اعدام تینوش نظم‌جو چند سالی را فقط صرف ترجمهٔ نمایشنامه کرد و مجموعهٔ دورتادور دنیا نمایشنامه را در سال ۱۳۸۴ با مهدی نوید در نشر نی تأسیس کرد. در این سال‌ها نمایشنامه‌هایی از مارگریت دوراس، ژان-لوک لاگارس، هارولد پینتر، اریک امانوئل اشمیت، برنار ماری کلتس در این مجموعه ترجمه و منتشر کرد.

#### تریلوژی پیکر زن
در سال ۱۳۸۴ تینوش نظم‌جو به صحنهٔ تئاتر بازگشت و نمایشنامهٔ پیکر زن چون میدان نبرد در جنگ بوسنی اثر ماتئی ویسنی‌یک را با بازی مهشاد مخبری و فریبا کامران کارگردانی کرد. این نمایش نیز پس از اجرای جشنوارهٔ فجر توقیف شد. سال بعد، پس از ترجمه و فضاسازی در خانه‌ام ایستاده بودم و منتظر بودم باران بیاید اثر ژان-لوک لاگارس این نمایشنامه را در بخش تجربی جشنوارهٔ فجر با بازیگر فرانسوی والری لانگ روی صحنه برد. سومین بخش این تریلوژی زن را تینوش نظم‌جو در سال ۲۰۱۰ در فرانسه به نام صدای زن/صدای خون روی صحنه برد.

#### مستند
تینوش نظم‌جو در ساخت دو فیلم مستند تلویزیونی، یکی دربارهٔ اعتیاد به هروئین و ترک اعتیاد (کلینیک آزادی) و دیگری دربارهٔ مسلمانان فرانسه (زیر پوست شهر)، شرکت می‌کند.
سال ۱۳۸۵ فیلم کوتاه در آخرین تحلیل را بر اساس نمایشنامهٔ محسن یلفانی با بازی حسن معجونی و شبنم طلوعی کارگردانی کرد. همان سال مستند شاه صنم و زیبا صنم را ساخت که داستان روبرویی دو فرهنگ ایران و فرانسه است و به مشکلات سانسور در ایران می‌پردازد. سال ۱۳۸۸ تینوش نظم‌جو برای اکران این دو فیلم در مدرسه نورمال سوپریور پاریس به فرانسه برگشت.

### بازگشت به فرانسه پس از سال ۸۸
تینوش نظم‌جو پس از سال ۸۸ و گسترش سانسور در ایران، دوباره در فرانسه مستقر شد و نخست نمایش صدای زن/صدای خون را به زبان فرانسوی روی صحنه برد. این نمایش که سومین بخش تریلوژی زن بود که در ایران آغاز شده بود، این بار از سه نمایشنامهٔ کوتاه سه نمایشنامه‌نویس مرد ایرانی تشکیل شده بود (محسن یلفانی، محمد رضایی‌راد و محمد چرمشیر) همراه با اشعار روجا چمنکار و توسط سه بازیگر زن ایرانی (زهرا امیرابراهیمی، بهاران بنی‌احمدی و گلناز برومندی) و یک بازیگر مرد ایرانی (امید هاشمی) به زبان فرانسوی اجرا شد. نمایش سرگذشت سه زن ایرانی است در سه زمان از تاریخ ایران: یکی یک زن در ابتدای قرن، دومی یکی از قربانیان کشتارهای سال‌های ۶۰ و سومی آخرین لحظات ندا آقا سلطان، پیش از این که یک موجود توییتری بشود.
او پس از این اجرا دو نمایشنامهٔ دیگر را به زبان فرانسوی فضاسازی کرد: برداشتی از داستان ویران ابوتراب خسروی در شهر بلژیک سال ۲۰۱۴ با بازی گلناز برومندی و تک‌سلولی‌های جلال تهرانی در شهر پاریس با بازی آرش نعیمیان، یگانه بلوچی و خودش.

#### پرسه
در سال ۲۰۱۲ تینوش نظم‌جو برنامهٔ تلویزیونی پرسه را در پاریس کارگردانی کرد. این برنامه که در ۱۲ قسمت ساخته شد و در شبکهٔ تلویزیونی منوتو برای اولین بار پخش شد دیدارهایی با هنرمندان و نویسندگان در پاریس بود که از نمای دیدگاه کارگردان فیلمبرداری می‌شد و هدفش ساختارشکنی و گفتگوی بی‌پرده و بدون تابو دربارهٔ مسائل هنری و اجتماعی ایران بود.

#### نشر ناکجا
پس از چندین سال تحقیق دربارهٔ نشر الکترونیک، سرانجام در سال ۲۰۱۲ تینوش نظم‌جو نشر ناکجا را در پاریس تأسیس کرد و مدیریت آن را تا امروز به عهده گرفته است. سال ۲۰۱۵ کتابفروشی ناکجا در پاریس افتتاح شد که تنها کتابفروشی تخصصی دربارهٔ ایران به زبان فارسی و فرانسه است. از آغاز سال ۲۰۱۸ نیز نشر ناکجا بخش فرانسوی انتشاراتش را به راه انداخت و آثار ادبی فارسی‌زبان را به فرانسه منتشر می‌کند.

## نوشته‌ها

### ترجمه‌ها به فارسی
| عنوان کتاب به فارسی                                                         | نویسنده            | مترجم                     | ویرایش      | ناشر فارسی                         | سال  | عنوان اصلی کتاب                                                        | توضیحات                  |
| --------------------------------------------------------------------------- | ------------------ | ------------------------- | ----------- | ---------------------------------- | ---- | ---------------------------------------------------------------------- | ------------------------ |
| فاجعه                                                                       | ساموئل بکت         | تینوش نظم‌جو               |             | نشر تجربه                          | ۱۳۸۰ | Catastrophe                                                            | نمایشنامه کوتاه          |
| چی کجا                                                                      | ساموئل بکت         | تینوش نظم‌جو               |             | نشر تجربه                          | ۱۳۸۰ | Quoi Où                                                                | نمایشنامه کوتاه          |
| باجه                                                                        | ژان تاردیو         | تینوش نظم‌جو               |             | نشر تجربه                          | ۱۳۸۱ | Le Guichet                                                             | نمایشنامه کوتاه          |
| جان و جو                                                                    | آگوتا کریستف       | تینوش نظم‌جو               |             | نشر تجربه                          | ۱۳۸۱ | John et Joe                                                            | نمایشنامه کوتاه          |
| دوری                                                                        | لوله بلون          | تینوش نظم‌جو               |             | مجوز نگرفت                         | ۱۳۸۱ | L'éloignement                                                          | برداشت آزاد              |
| سه شب با مادوکس                                                             | ماتئی ویسنی‌یک      | تینوش نظم‌جو               | مهشاد مخبری | نشر ماهریز                         | ۱۳۸۱ | Trois nuits avec Maddox                                                | نمایشنامه                |
| داستان خرس‌های پاندا به روایت یک ساکسیفونیست که دوست دختری در فرانکفورت دارد | ماتئی ویسنی‌یک      | تینوش نظم‌جو               | مهشاد مخبری | نشر ماهریز                         | ۱۳۸۱ | L'histoire des ours panda                                              | نمایشنامه                |
| ناشناس در این آدرس                                                          | کرسمن تایلور       | تینوش نظم‌جو               | مهشاد مخبری | نشر ماهریز                         | ۱۳۸۲ | Inconnu à cette adresse                                                | داستان بلند              |
| لاموزیکا دومین                                                              | مارگریت دوراس      | تینوش نظم‌جو               | مهشاد مخبری | نشر نی، دورتادور دنیا نمایشنامه ۱  | ۱۳۸۴ | Lamusica deuxième                                                      | نمایشنامه                |
| در خانه‌ام ایستاده بودم و منتظر بودم باران بیاید                             | ژان‌لوک لاگارس      | تینوش نظم‌جو               |             | نشر نی، دورتادور دنیا نمایشنامه ۳  | ۱۳۸۴ | J'étais dans ma maison et j'attendais que la pluie vienne              | نمایشنامه                |
| کفتارها                                                                     | کریستیان سیمئون    | تینوش نظم‌جو               |             | مجوز نگرفت                         | ۱۳۸۵ | Hyènes                                                                 | مونولوگ - مجوز نگرفت     |
| گربه                                                                        | فیلیپ گلوک         | تینوش نظم‌جو               |             | نشر نی                             | ۱۳۸۶ | Le chat                                                                | کتاب مصور                |
| من چه‌جوری ممکنه یه پرنده باشم؟                                              | ماتئی ویسنی‌یک      | تینوش نظم‌جو               |             | مجوز نگرفت                         | ۱۳۸۶ | Comment puis-je être un oiseau                                         | برداشت آزاد - مجوز نگرفت |
| اسب‌های پشت پنجره                                                            | ماتئی ویسنی‌یک      | تینوش نظم‌جو               |             | نشر نی، دورتادور دنیا نمایشنامه ۸  | ۱۳۸۷ | Chevaux à la fenêtre                                                   | نمایشنامه                |
| خیانت                                                                       | هارولد پینتر       | نگار جواهریان تینوش نظم‌جو |             | نشر نی، دورتادور دنیا نمایشنامه ۹  | ۱۳۸۷ | Betrayal                                                               | نمایشنامه                |
| تماشاچی محکوم به اعدام                                                      | ماتئی ویسنی‌یک      | تینوش نظم‌جو               | مهشاد مخبری | نشر نی، دورتادور دنیا نمایشنامه ۱۰ | ۱۳۸۷ | Le spectateur condamné à mort                                          | نمایشنامه                |
| کسی می‌آید                                                                   | یون فوسه           | تینوش نظم‌جو               | مهشاد مخبری | نشر نی، دورتادور دنیا نمایشنامه ۱۲ | ۱۳۸۷ | Quelqu'un va venir                                                     | نمایشنامه                |
| مهمان ناخوانده                                                              | اریک امانوئل اشمیت | تینوش نظم‌جو               | مهشاد مخبری | نشر نی، دورتادور دنیا نمایشنامه ۱۳ | ۱۳۸۷ | Le visiteur                                                            | نمایشنامه                |
| پیکر زن همچون میدان نبرد در جنگ بوسنی                                       | ماتئی ویسنی‌یک      | تینوش نظم‌جو               | مهشاد مخبری | نشر نی، دورتادور دنیا نمایشنامه ۱۴ | ۱۳۸۷ | Le corps de la femme comme champs de bataille dans la guerre de Bosnie | نمایشنامه                |
| چون آوایی از داود                                                           | تینوش نظم‌جو        | تینوش نظم‌جو               | مهشاد مخبری | نشر نی، دورتادور دنیا نمایشنامه ۱۵ | ۱۳۸۷ | -                                                                      | مونولوگ                  |
| در خلوت مزارع پنبه                                                          | برنار ماری کلتس    | تینوش نظم‌جو               | مهشاد مخبری | نشر نی، دورتادور دنیا نمایشنامه ۲۰ | ۱۳۸۷ | Dans la solitude des champs de coton                                   | نمایشنامه                |
| داستان خرس‌های پاندا و سه شب با مادوکس                                       | ماتئی ویسنی‌یک      | تینوش نظم‌جو               | مهشاد مخبری | نشر نی، دورتادور دنیا نمایشنامه ۳۵ | ۱۳۹۵ | L'histoire des ours panda - Trois nuits avec Maddox                    | نمایشنامه                |
| اگر بمیری                                                                   | فلوریان زلر        | گلناز برومندی تینوش نظم‌جو |             | نشر نی، دورتادور دنیا نمایشنامه ۳۸ | ۱۳۹۵ | Si tu mourrais                                                         | نمایشنامه                |
| مادر                                                                        | فلوریان زلر        | تینوش نظم‌جو               |             | نشر نی، دورتادور دنیا نمایشنامه ۴۰ | ۱۳۹۶ | La mère                                                                | نمایشنامه                |
| آن سوی آیینه                                                                | فلوریان زلر        | تینوش نظم‌جو               |             | نشر نی، دورتادور دنیا نمایشنامه ۴۱ | ۱۳۹۶ | L'envers du décor                                                      | نمایشنامه                |